# Arrhopalites antonioi
Arrhopalites antonioi  (лат.) — вид бескрылых коллембол из семейства Arrhopalitidae. Италия: Сицилия. Тело округлой формы, длина около 1 мм. Дорзум головы покрыт примерно 13 шиповидными щетинками. Циркуманальные сеты отчетливо расширенные. По наличию четырёх рядов щетинок на передних боках фуркулы (dens: 3,2,1,1) вид отнесён к группе diversus group
.